# توتاکادو (سری‌لانکا)
توتاکادو (به لاتین: Thottakadu) یک منطقهٔ مسکونی در سری‌لانکا است که در استان شمالی (سری‌لانکا) واقع شده‌است.